# Niles Atallah
Niles Jamil Atallah Gonsalves o Niles Atallah (California, 1978) , Es un cineasta con experiencia en documentales, video clips, animaciones e instalaciones de video
Es hijo de un inmigrante chileno y posee tal nacionalidad. Se tituló en Arte en la Universidad de California de Santa Cruz.
Ha trabajado en producciones de largometrajes comerciales e independientes y también ha dirigido talleres de documentales. Niles empezó una productora audiovisual dedicada a la producción de cortometrajes y largometrajes, Diluvio, en 2007. 
Su primer largometraje de ficción Lucía tuvo su estreno mundial en el Festival Internacional de Cine de San Sebastián, sección de Zabaltegi, Nuevos Directores en septiembre de 2010. Ha recibido los premios: FIPRESCI de la Crítica Internacional, el Premio Descubrimiento de la Crítica Francesa y el Premio Especial del Jurado Coup de Coeur en el Festival Rencontres Cinémas d’Amérique de Toulouse, Francia (2011). En Chile recibió el premio al Mejor Director en la competencia de largometrajes Chilenos en el FIC Valdivia en Chile (2010) entre otros. Niles ha exhibido la serie de cortometrajes de animación Lucía, Luis y el lobo en festivales de cine y galerías de arte incluyendo el Museo del Guggenheim en Nueva York, el Bienal de Artes Visuais do MERCOSUR, Porto Alegre, Brasil y el Festival Internacional de Cortometrajes de Clermont-Ferrand, Francia entre otros.

## Filmografía
| Año  | Título                              | Rol                    |                                 |
| ---- | ----------------------------------- | ---------------------- | ------------------------------- |
| 2010 | Paseo                               | Asistente de dirección | Largometraje Ficción            |
| 2007 | Lucia                               | Director               | Cortometraje animación          |
| 2008 | Luis                                | Director               | Cortometraje animación          |
| 2010 | Lucía                               | Director               | Largometraje Ficción            |
| 2011 | Postales sonoras, Santiago de Chile | Director de fotografía | Cortometraje documental         |
| 2011 | Quiero entrar                       | Director de fotografía | Largometraje Ficción            |
| 2012 | Candelaria                          | Director de fotografía | Cortometraje documental         |
| 2013 | Ver y escuchar                      | Director de fotografía | Largometraje documental         |
| 2017 | La isla de los pájaros sombra       | Director de fotografía | Cortometraje Ficción            |
| 2017 | Rey                                 | Director               | Largometraje Ficción            |
| 2018 | La casa lobo                        | Productor              | Largometraje Ficción, Animación |
| 2019 | Lemebel                             | Director de fotografía | Largometraje documental         |
| 2019 | Fragmentum Cinema: Sueños           | Director               | Experimental                    |
| 2021 | Bestia                              | Post Productor         | Cortometraje animación          |
| 2021 | Los Huesos                          | Post Productor         | Cortometraje animación          |
| 2023 | Vitanuova                           | Director               | Cortometraje animación          |

## Premios

### Festival Internacional de Cine de San Sebastián
| Año  | Categoría            | Película | Resultado |
| ---- | -------------------- | -------- | --------- |
| 2010 | Zabaltegi-Tabakalera | Lucía    | Ganador   |

### Festival Internacional de Cine de Rotterdam
| Año  | Categoría   | Película | Resultado |
| ---- | ----------- | -------- | --------- |
| 2017 | Tiger Award | Rey      | Ganador   |

### Toulouse Latin America Film Festival
| Año  | Categoría                       | Película | Resultado |
| ---- | ------------------------------- | -------- | --------- |
| 2010 | French Critics' Discovery Award | Rey      | Ganador   |